# فیصل زاید
فیصل زاید (عربی: فيصل زايد الحربي؛ زادهٔ ۹ اکتبر ۱۹۹۱) بازیکن فوتبال اهل کویت است.
از باشگاه‌هایی که در آن بازی کرده‌است می‌توان به باشگاه فوتبال نجران عربستان سعودی اشاره کرد.
وی همچنین در تیم ملی فوتبال کویت بازی کرده‌است.